# Aalborg Universitetshospital

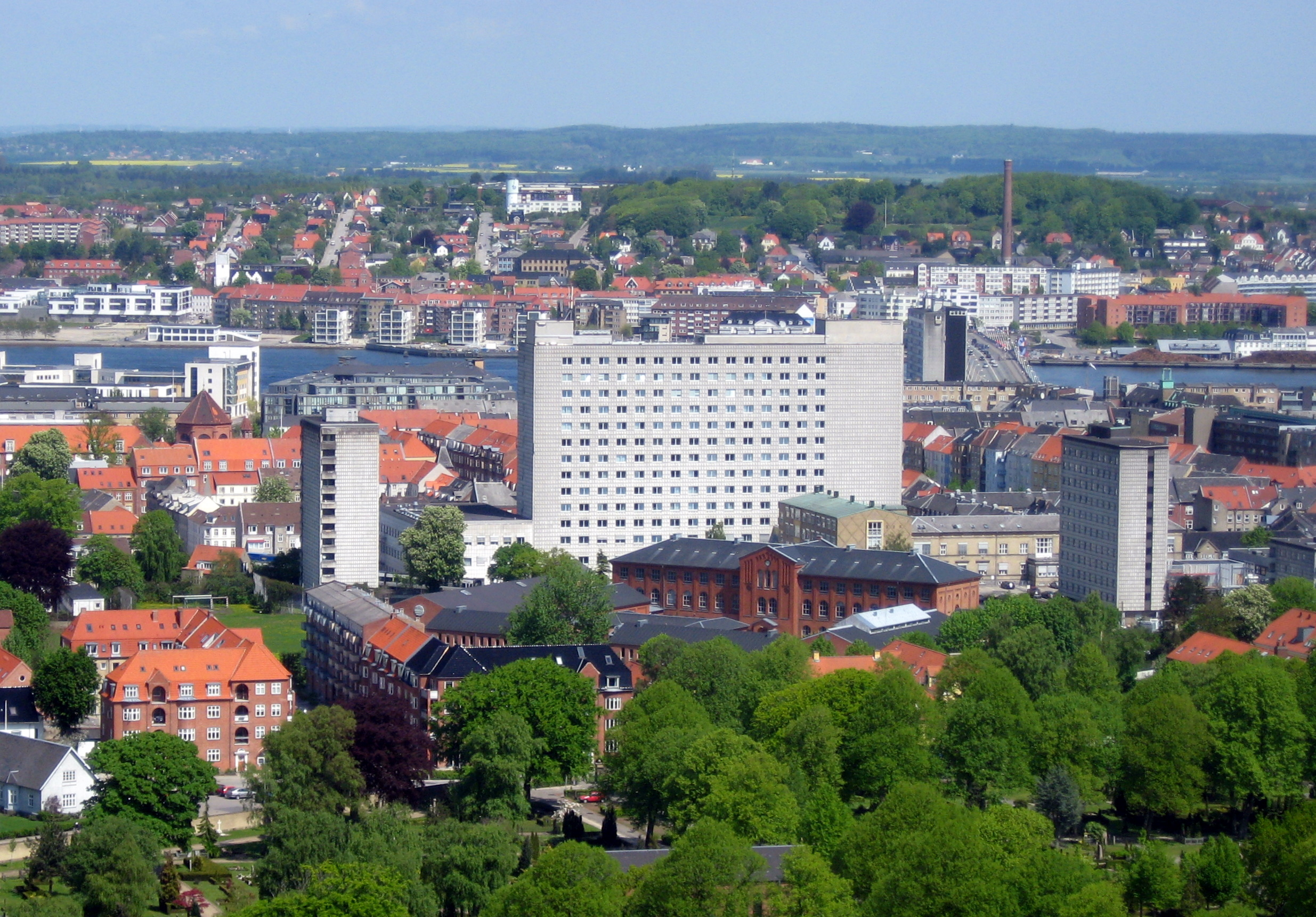
Universitätskrankenhaus Aalborg, Campus Nord

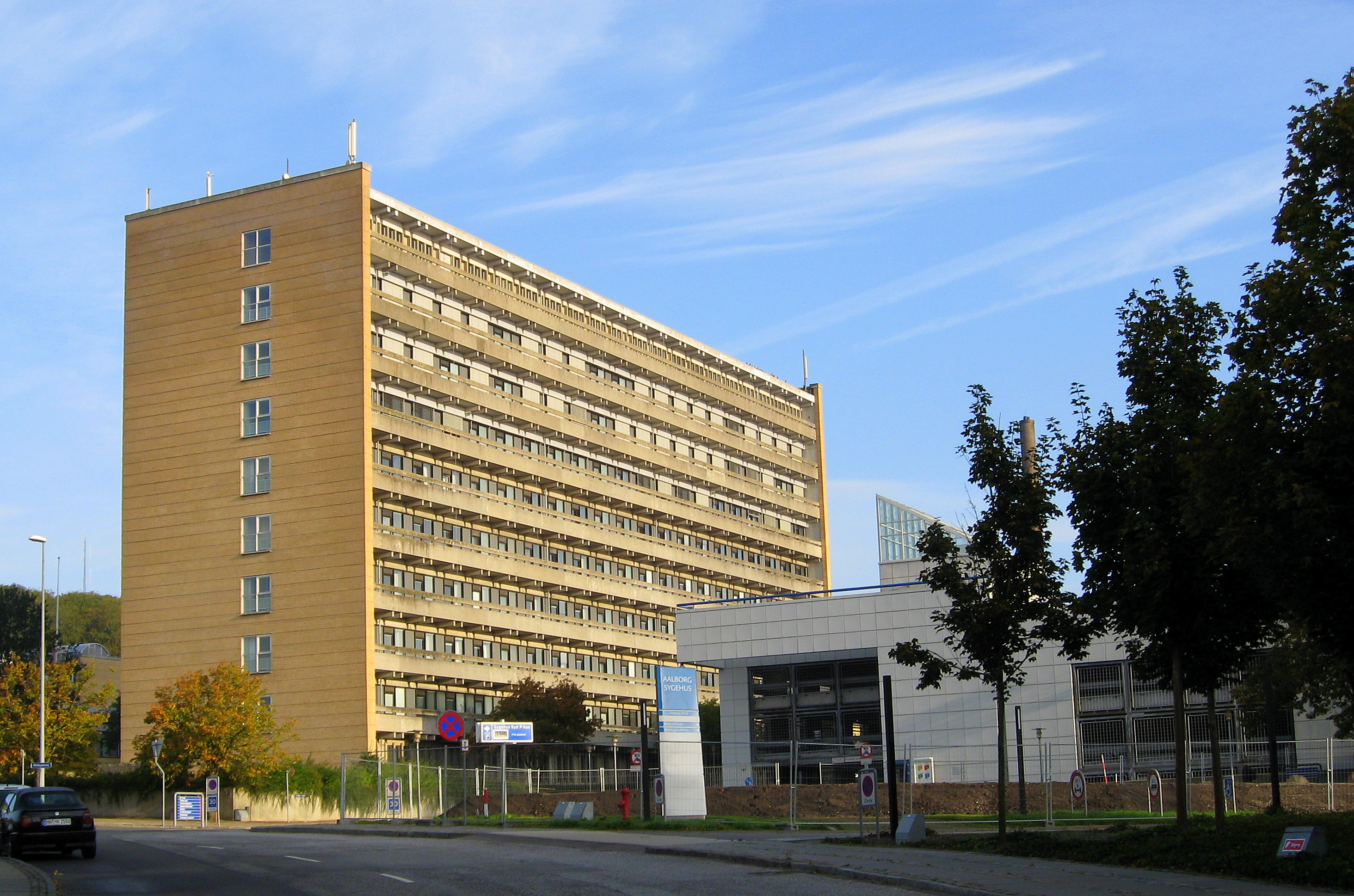
Campus Süd, am Mølleparkvej

Das Universitätskrankenhaus Aalborg ist ein Krankenhaus in der Region Nordjütland, Dänemark. Es ist der größte Arbeitgeber Nordjütlands mit ca. 6.500 Mitarbeitern. Zum Universitätsklinikum gehören Abteilungen in Farsø, Hobro, Frederikshavn, Hjørring und Thisted.
Es übernimmt spezielle Behandlungen für die Region und Teile der Region Midtjylland (insgesamt rund 640.000 Einwohner), regionale Gesundheitsversorgung für ca. 490.000 Einwohner sowie Aufgaben als Ortskrankenhaus für etwa 250.000 Einwohner. Als größtes Krankenhaus der Region spielt das Universitätskrankenhaus eine zentrale Rolle im Zusammenspiel mit den beiden kommunalen Krankenhäusern Sygehus Vendsyssel und Sygehus Thy Mors sowie den Privatkliniken in Nordjütland. Es profiliert sich aber auch auf nationaler Ebene.
Fertilitätsklinikum (Kinderwunschambulanz) und Radiologische Abteilung am Standort Dronninglund werden 2015 geschlossen.